# Offertorium

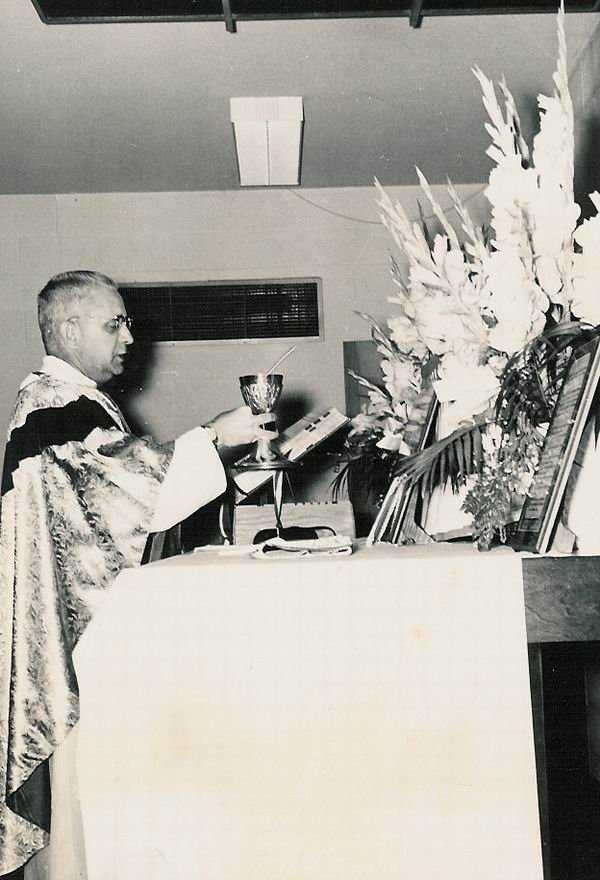
Het offertorium

Het offertorium (van Latijn offerre, "aanbieden") of offerande is het gedeelte van de eucharistieviering waarbij brood en wijn worden aangedragen, meestal door een misdienaar. De priester  of diaken neemt de gaven in ontvangst en  maakt deze klaar voor de eucharistie. Het is ook het moment dat er in de kerk gecollecteerd wordt. De offerande geschiedt na de voorbeden en gaat vooraf aan het eucharistisch gebed.
Het is tevens de naam voor het gezang van het Proprium Missae dat hierbij gezongen wordt. De melodische stijl van dit gezang lijkt op die van de graduale. In hun oorspronkelijke vorm waren offertoria zeer lange gezangen die door gemeente en clerus werden gezongen bij het aanbieden van brood en wijn.